# 糙隐子草
糙隐子草（学名：Cleistogenes squarrosa）为禾本科隐子草属下的一个种。